# 氯硅烷
氯硅烷是一种活泼的化合物，化学式为SiH3Cl。虽然氯硅烷的名称中有“烷”字，但化合物本身并不含碳，因此它是无机物。

## 制备
氯硅烷可由硅烷和氯化氢在三氯化铝催化剂的存在下反应制备：
{\displaystyle \mathrm {SiH_{4}+HCl\ {\xrightarrow {AlCl_{3},100^{o}C}}\ SiH_{3}Cl+H_{2}} }
四氯化硅和甲醛的反应也可以得到氯硅烷：
{\displaystyle \mathrm {SiCl_{4}+HCHO\ {\xrightarrow {Al_{2}O_{3},400^{o}C}}\ SiH_{3}Cl+HCl+CO} }

## 化学性质
氯硅烷的化学性质活泼，可以发生一系列的化学反应。

### 水解反应
氯硅烷在水中可以发生水解：
{\displaystyle \mathrm {2SiH_{3}Cl+2H_{2}O\ {\xrightarrow {\ }}2SiH_{3}OH+2HCl} }
水解产生的SiH3OH会发生分子间缩合，得到乙硅氧烷，而不会形成Si＝O双键：
{\displaystyle \mathrm {2SiH_{3}OH\ {\xrightarrow {\ }}H_{3}SiOSiH_{3}+H_{2}O} }

### 重排反应
和其他卤代甲硅烷一样，氯硅烷受热发生分子重排：
{\displaystyle \mathrm {2SiH_{3}Cl\ {\xrightarrow {\ }}SiH_{4}+SiH_{2}Cl_{2}} }

### 卤素交换
氯硅烷可以和三氟化锑发生卤素交换，产生氟硅烷。

## 拓展阅读
- Stephen P. Walch, Christopher E. Dateo. Thermal Decomposition Pathways and Rates for Silane, Chlorosilane, Dichlorosilane, and Trichlorosilane （页面存档备份，存于）[J]. J. Phys. Chem. A, 2001, 105 (10), pp 2015–2022. DOI: 10.1021/jp003559u
- Rosa Becerra, J. Pat Cannady, Robin Walsh. Time-Resolved Gas-Phase Kinetic and Quantum Chemical Studies of Reactions of Silylene with Chlorine-Containing Species. 1. HCl （页面存档备份，存于）[J]. J. Phys. Chem. A, 2004, 108 (18), pp 3987–3993. DOI: 10.1021/jp037630i